# Conostigmus succinalis
Conostigmus succinalis är en stekelart som beskrevs av Charles Thomas Brues 1940. Conostigmus succinalis ingår i släktet Conostigmus och familjen trefåresteklar. Inga underarter finns listade i Catalogue of Life.